# حکم قضایی
حکم قضایی نوعی حکم قضایی است که یکی از طرفین را به انجام یا خودداری اعمال خاصی مجبور می‌کند. طرفی که از حکم سرپیچی کند با مجازات مدنی یا جنایی مواجه می‌شود، که ممکن است جریمه مالی یا حتی زندان باشد. آنها ممکن است به تحقیر دادگاه نیز متهم شوند. ضد حکم قضایی احکام قضایی هستند که اجرای حکم قضایی دیگری را عکس یا متوقف می‌کنند.